# 昌興國際
昌興國際控股（香港）有限公司，簡稱昌興國際控股（香港）、昌興國際控股和昌興國際（英語：Prosperity International Holdings (H.K.) Limited，港交所：0803），在1993年，由香港商人黃炳均（主席）於廣州（總部）成立「廣州興達裝飾板有限公司」。
業務在全球經營鐵礦石開採、生產及針對中國市場的鐵礦石貿易；熟料及水泥的生產及貿易；於中國江蘇省投資港口基礎設施及倉儲服務；和中國內地的房地產投資與開發。
根據David Webb的網站紀錄：昌興國際於2000年10月由黃炳均與吳漢輝於2000年10月共同創立，由黃炳均任公司主席，而吳漢輝任執行董事。股份在2001年8月2日於港交所創業板上市，代碼為8139.HK，而配售價格為0.45港元，配股為1.2億，而集資額為5400萬港元。其後吳漢輝離任。
2008年12月18日，公司轉往主板上市止。

## 管理層
- 執行董事
  - 黃炳均先生 (公司主席)
  - 毛樹忠博士
  - 黃懿行女士
  - 鄺兆強先生

## 業務發展
2009年4月15日，該公司以進行初步收購當時倫敦另類投資市場上市的昌興礦業（Prosperity Minerals Holdings Limited）。
2009年7月17日，該公司以1,621,863,240港元，收購昌興礦業所持55.07%股權，而收購價格為0.5港元。
2009年11月，昌興礦業以40億元港元向台泥国际出售中國水泥業務。
2013年10月，該公司成功把昌興礦業私有化。

## 外部連結
- 公司官網 （页面存档备份，存于）